# Anthony Cistaro
Anthony Cistaro est un acteur américain né le 8 juin 1963 à Kirksville, Missouri (États-Unis).

## Filmographie
- 1989 : The Method : Tony
- 1990 : The Runestone : Detective
- 1990 : Cheers : S9e13 : Henri
- 1992 : Bob
- 2000 : Witchblade (TV) : Kenneth Irons
- 2001 : Witchblade (série télévisée) : Kenneth Irons (2001-2002)
- 2006 : Charmed (série télévisée) : Dumain
- 2016 : Sense8 (série télévisée) : Agent Bendix